# Pau Aran
Pau Aran (Barcelona, 1981) és un ballarí i coreògraf català de dansa contemporània.
Va començar la seva carrera estudiant ball de saló i jazz modern a Cerdanyola del Vallès. Posteriorment va estudiar al Conservatorio Profesional de Danza Mariemma de Madrid, i va completar els seus estudis a la Universitat de les Arts Folkwang d'Essen (Alemanya), on va ser deixeble de Pina Bausch. Ha format part de la prestigiosa companyia Tanztheater Wuppertal-Pina Bausch, abans d'iniciar una carrera com a artista independent el 2013. En solitari, ha explorat el llenguatge del cos i ha col·laborat amb artistes i col·lectius d'arreu del món. Ha fet residències amb Graner i el Mercat de les Flors, entre d'altres institucions. El 2020 va formar la seva pròpia companyia.

## Obra
Defineix el seu estil com dansa contemporània, "que posa especial atenció al gest, a la respiració i a la diversitat de les possibilitats que té el cos pel que fa a moviment. A més, sempre ho fa des del lloc de les intencions, no només és una qüestió estètica, és també de sentiment."
Entre els seus espectacles, destaquen Lettre d'amour o Un cadavre exquis II. A Lettre d'amour és un duet que compta amb la intervenció artística de Consuelo Trujillo i del dramaturg Alberto Conejero sobre uns textos del poeta peruà César Moro.